# Sandhöhlen

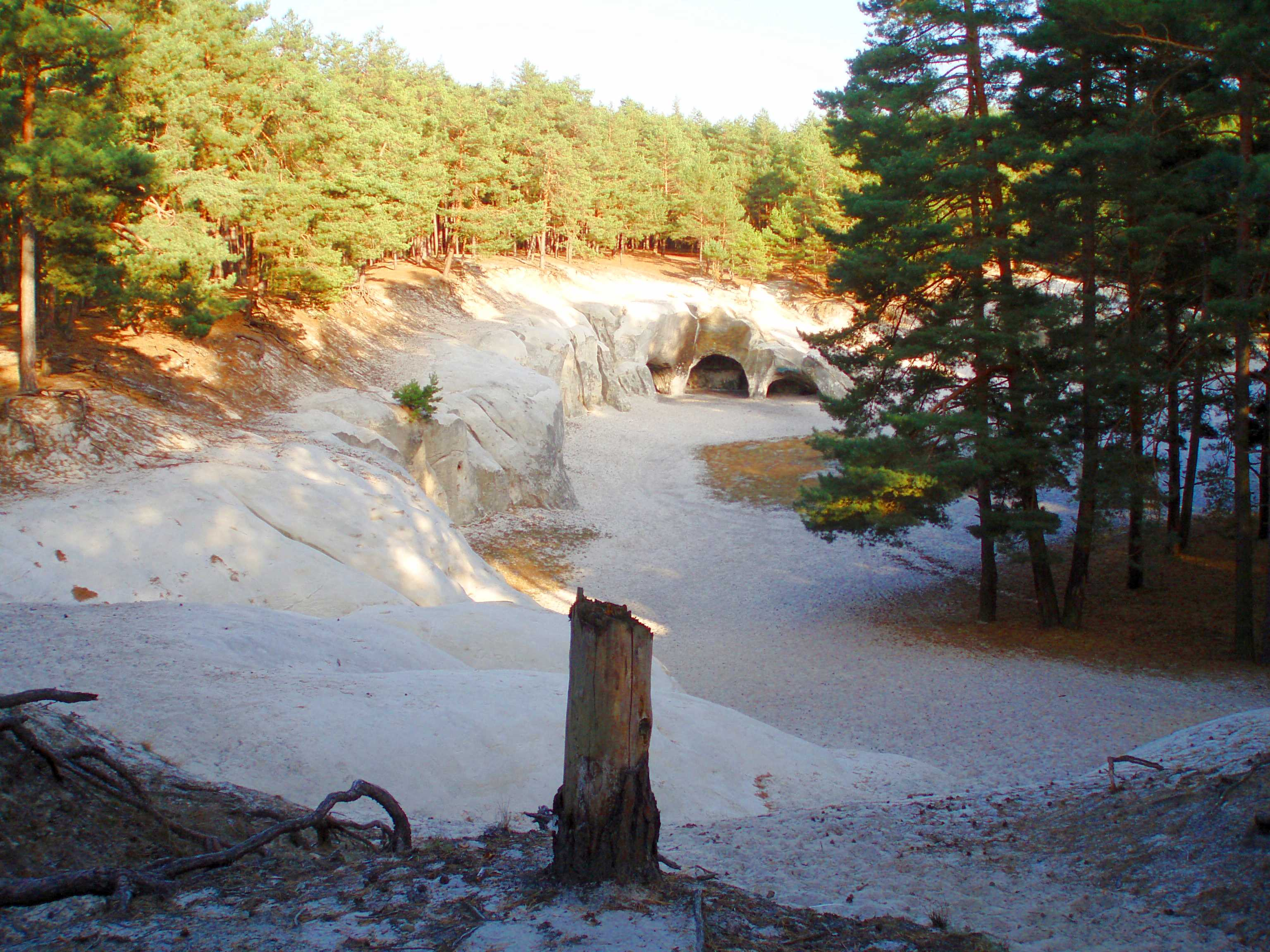
Große Sandhöhlen im Heers

Die Großen und Kleinen Sandhöhlen (ca. 195 m ü. NHN) sind ein Kulturdenkmal im Landkreis Harz in Sachsen-Anhalt. Sie liegen bei Blankenburg im Heers genannten Waldgebiet nordöstlich unterhalb des Regensteins (289,4 m), auf dem sich die Burgruine Regenstein befindet.
Es wird vermutet, dass sich dort in frühgeschichtlicher Zeit ein germanischer Thingplatz befunden hat. Der hier abgebaute sehr feine Quarzsand wurde früher als Scheuersand sowie als Streusand zur Reinigung von Dielenböden benutzt.
Die Sandhöhlen im Heers sind als Nr. 81 in das System der Stempelstellen der Harzer Wandernadel einbezogen; von Wanderfreunden erhielt diese Stelle das Prädikat „Schönste Stempelstelle des Jahres 2009“.
Im Jahr 2016 waren die Sandhöhlen ein Drehort für den deutschen Märchenfilm Das singende, klingende Bäumchen. 
Seit dem Jahr 2018 ist es mit der ID 094 30649 als Kulturdenkmal ausgewiesen.
Im Herbst 2021 wurden bei den Sandhöhlen Szenen der Folge Hexen brennen von Polizeiruf 110 aus Magdeburg mit Hauptkommissarin Doreen Brasch (Claudia Michelsen) gedreht, 2024 Teile des Films Woodwalkers.